# Rdza maliny

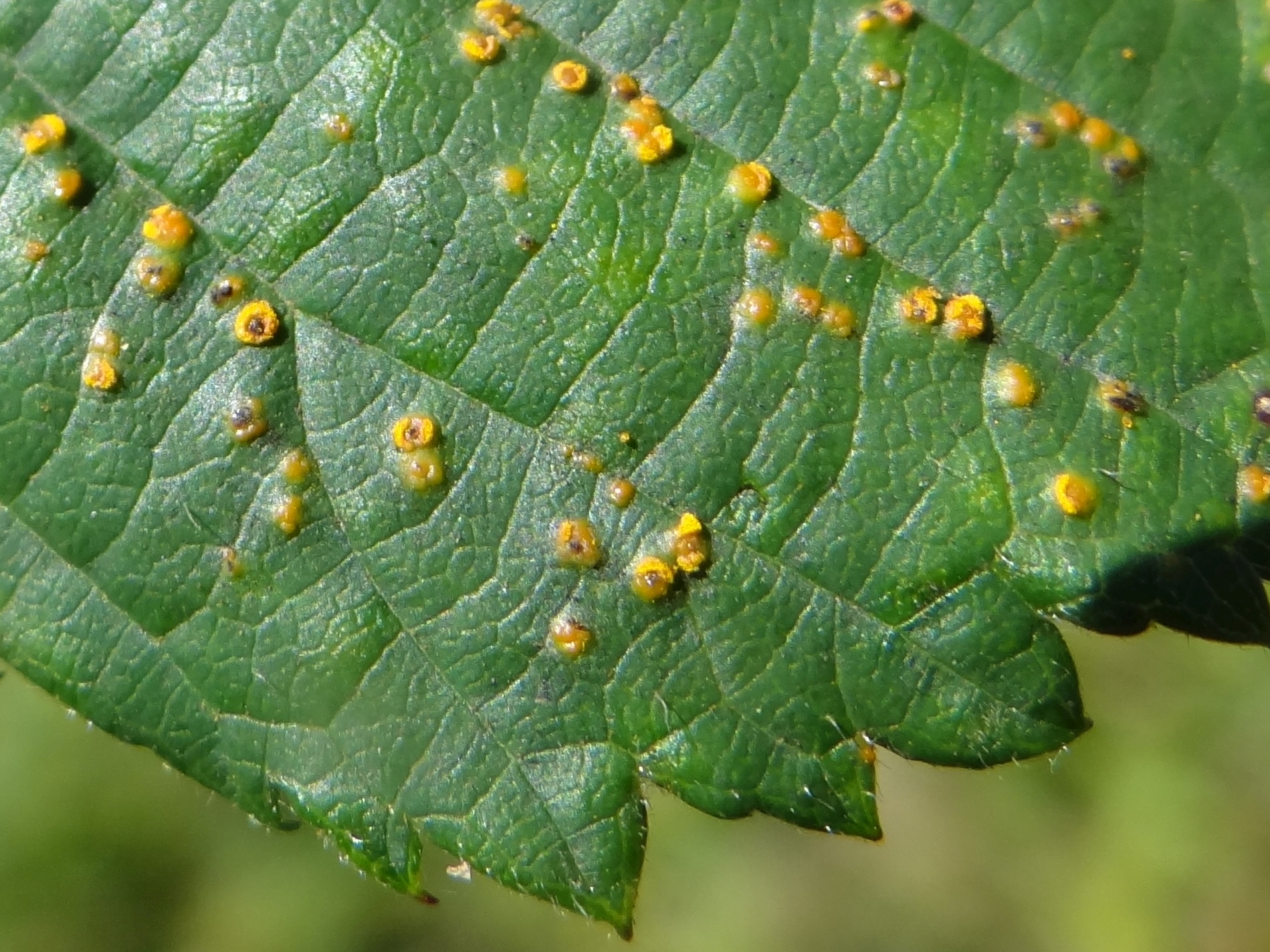
Objawy na górnej stronie liścia maliny

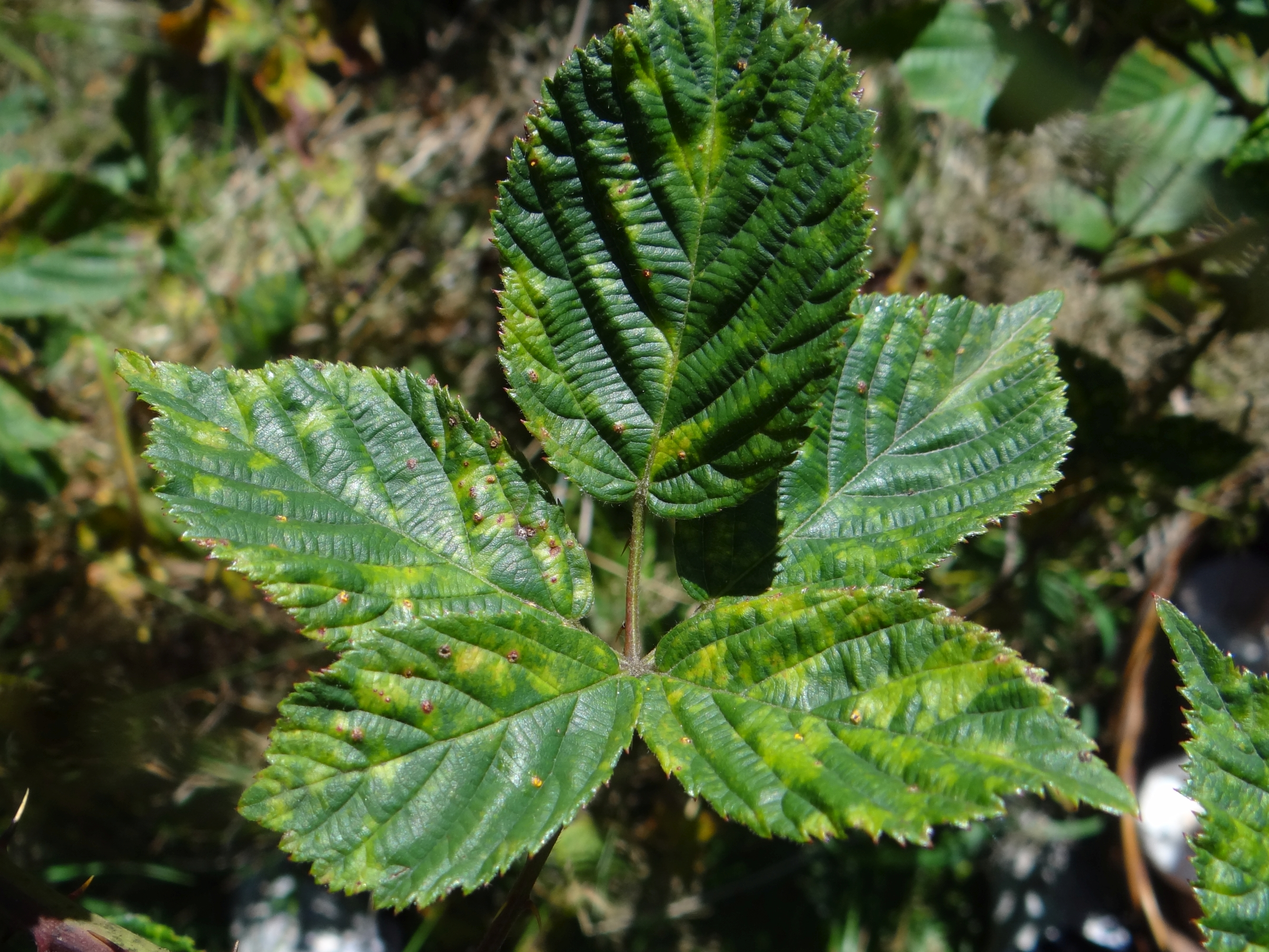
Ecja na górnej stronie liścia maliny

Rdza maliny (ang. rust of raspberry) – choroba malin zaliczana do grupy rdzy. Wywołana jest przez grzyba Phragmidium rubi-idaei.

## Występowanie i szkodliwość
W Polsce choroba występuje na malinie właściwej, zarówno uprawianej, jak i dziko rosnącej. Według skali opracowanej przez Instytut Ogrodnictwa w Skierniewicach choroba ma w trzystopniowej skali drugi stopień szkodliwości (choroba ważna). Występuje tylko lokalnie. Znacznie częściej występuje rdza jeżyny, ale wywołuje ją inny patogen – Phragmidium violaceum.

## Objawy
Wiosną na górnej stronie młodych liści maliny i ogonkach liściowych pojawiają się żółtopomarańczowe spermogonia, a wokół nich tworzące pierścień skupiska ecjów. Czasami ecja mogą tworzyć się także na szypułkach i działkach kwiatów. Na przełomie czerwca i lipca na dolnej stronie liści powstają pomarańczowo-rdzawe uredinia, później czarne telia. Silnie porażone liście żółkną i opadają. Powoduje to osłabienie roślin, zmniejszenie plonu, a także większą podatność roślin na uszkodzenia mrozowe. Choroba może porazić także pędy. W miejscu porażenia zimą na pędach tworzą się głębokie nekrozy, a w następnym sezonie wegetacyjnym pędy w tym miejscu łamią się, lub zasychają podczas upalnej pogody.

## Ochrona
Zapobiega się chorobie i ogranicza jej rozwój poprzez:
- sadzenie zdrowych sadzonek ze sprawdzonych źródeł
- uprawianie odmian odpornych na tę chorobę, np. ‘Latham’, ‘Meeker’,
- unikanie nadmiernego zagęszczenia poprzez usuwanie do końca maja latorośli oraz odchwaszczanie,
- usuwanie porażonych pędów zaraz po zauważeniu pierwszych objawów choroby, a po zbiorze owoców szybkie usuwanie wszystkich pędów owoconośnych
- ograniczenie nawożenia azotem[4].

W Polsce nie przewiduje się chemicznego zwalczania rdzy maliny.